# NGC 2892
NGC 2892 ist eine elliptische Galaxie vom Hubble-Typ E im Sternbild Großer Bär. Sie ist schätzungsweise 305 Millionen Lichtjahre von der Milchstraße entfernt.
Das Objekt wurde am 11. Mai 1885 von Lewis Swift entdeckt.